# Maranguape FC
Maranguape FC is een Braziliaanse voetbalclub uit Maranguape, in de staat Ceará. 

## Geschiedenis
De club werd opgericht in 1997. Nadat de club vicekampioen werd in de tweede klasse van het Campeonato Cearense, promoveerde de club naar de hoogste klasse. In de eerste twee seizoenen eindigde de club telkens op een derde plaats, gevolgd door een degradatie in 2004. De club beperkte de afwezigheid bij de elite tot één seizoen maar na twee jaar volgde een nieuwe degradatie. Ook nu keerde de club weer meteen terug en speelde twee seizoenen in de hoogste klasse. Na de laatste degradatie kon de club pas in 2015 terugkeren.